# Orbel Peak
Orbel Peak (englisch; bulgarisch връх Орбел wrach Orbel) ist ein 700 m hoher und felsiger Berg an der Graham-Küste des Grahamlands auf der Antarktischen Halbinsel. Er ragt 9,4 km südöstlich des Paragon Point, 10,8 km südwestlich des Mount Radotina, 11,9 km westnordwestlich des Mount Chevreux und 5,1 km nördlich des Mount Perchot am nördlichen Ende des Lisiya Ridge auf der Magnier-Halbinsel auf. Der Muldawa-Gletscher liegt südwestlich, die Leroux-Bucht nördlich von ihm.
Britische Wissenschaftler kartierten ihn 1971. Die bulgarische Kommission für Antarktische Geographische Namen benannte ihn 2015 nach dem antiken thrakischen Namen für eine Gebirgsgruppe im Südwesten Bulgariens.